# Lijst van rijksmonumenten in Bergen aan Zee
De plaats Bergen aan Zee telt 8 inschrijvingen in het rijksmonumentenregister. Hieronder een overzicht.
| Object                                           | Oorspronkelijke functie? | Bouwjaar  | Architect                      | Locatie           | Coördinaten?                  | Nr.?   | Afbeelding             |
| ------------------------------------------------ | ------------------------ | --------- | ------------------------------ | ----------------- | ----------------------------- | ------ | ---------------------- |
| Voormalige koloniehuis                           | Gezondheidszorg          | 1912      | P. Vorkink en Wormser          | Verspyckweg 3     | 52° 39' 57" NB, 4° 38' 6" OL  | 520722 | Voormalige koloniehuis |
| Speelzaal                                        | Sport en recreatie       | 1928      | P. Vorking                     | Verspyckweg bij 3 | 52° 39' 57" NB, 4° 38' 6" OL  | 520723 | Upload foto            |
| Het Zeehuis                                      | Gezondheidszorg          | 1908      | P. Heyn                        | Verspyckweg 5     | 52° 39' 58" NB, 4° 38' 9" OL  | 520724 | Meer afbeeldingen      |
| Voor Jong Nederland                              | Gezondheidszorg          | 1910/1934 | Hartkamp                       | Verspyckweg 7     | 52° 39' 58" NB, 4° 38' 13" OL | 520725 | Meer afbeeldingen      |
| Voormalige lighal in de trant het Functionalisme | Gezondheidszorg          | 1937      | J.W.F. Hartkamp en G. Arendzen | Verspyckweg bij 7 | 52° 39' 58" NB, 4° 38' 13" OL | 520726 | Meer afbeeldingen      |
| Villa Russenduin                                 | Woonhuis                 | 1916-1917 | Gebroeders Van Gendt A.Lzn     | Elzenlaan 2       | 52° 39' 55" NB, 4° 38' 32" OL | 520742 | Meer afbeeldingen      |
| De Kubus                                         | Woonhuis                 | 1936      | B. Merkelbach en Ch. Karsten   | Elzenlaan 8       | 52° 39' 48" NB, 4° 38' 14" OL | 520743 | De Kubus               |
| De Zephyr                                        | Woonhuis                 | 1936      | S. van Ravesteyn               | Elzenlaan 22      | 52° 39' 52" NB, 4° 38' 12" OL | 520744 | De Zephyr              |